# Josias Carl Cederhielm
Josias Carl Cederhielm, född 11 april 1734, död 20 december 1795, var en svensk politiker och statsekonom, kusin till Carl Gustaf Cederhielm  och sonson till Josias Cederhielm. Hans föräldrar var kammarherre Carl Wilhelm Cederhielm och Anna Margareta von Strokirch. Han gifte sig 1757 med Katarina Margareta Tigerhjelm.
Den enda befattning Cederhielm innehade i statens tjänst var ett tullrådsämbete, från vilket han tog avsked 1766. Däremot deltog han med iver i frihetstidens riksdagar. Redan vid 1760 års riksdag framstod han som en framstående talare inom Mössornas led, men då han lät sin sarkastiska ådra även gå ut över en del av sina partivänner, var han bland dessa endast måttligt väl omtyckt. Han hörde också till dem, som har svårt att infoga sig inom partiramarna, såsom följande riksdags historia tydligt visar. 
Vid början av 1765–1766 års riksdag föreslog han en total omstöpning av grundlagarna, men fick kraftiga motreaktioner och tog tillbaka förslaget. Han hade emellertid skaffat sig fiender och hans stjärna bland partivännerna visade sig i starkt nedgående. Detta fick till följd att Cederhielm började närma sig motpartiet, utslungande giftiga smädelser mot sina forna bundsförvanter, vilka härav eggades att utesluta honom från riddarhuset för denna och följande riksdag. 
De ofrälse stånden nöjde sig inte med detta, utan beslöt, att Cederhielm till straff för sitt memorial om grundlagarnas förbättring skulle för all framtid uteslutas från riksdagarna och från befattningar i rikets tjänst, och trots adelns protester avgick en ständernas skrivelse härom till kunglig maj:t. Cederhielms statsmannabana syntes för alltid bruten, och han drog sig tillbaka till privatlivet för att ägna sig åt studier, författarskap och skötseln av sina stora egendomar, som han visste att göra till verkliga mönstergårdar.
Vid 1771–1772 års riksdag infann sig Cederhielm dock åter på riddarhuset, utan avseende på de ofrälse ståndens tidigare beslut, men uppträdde något mera försiktigt än förr och spelade inte heller samma roll. Efter Gustav III:s statsvälvning hade han det moraliska modet att, även om det var fåfängt, på riddarhuset yrka bevillningens fastställande endast på vissa år. Till samme kung intog han för övrigt en oppositionell ställning och kan inrangeras bland det så kallade lantpartiet. 
Cederhielm var i besittning av för sin tid ovanligt gedigna insikter i nationalekonomi, starkt påverkad av den fysiokratiska skolans grundsatser, vilka han även som författare sökte bereda framgång. Bland hans skrifter på detta område bör nämnas: Tankar om spannemåls brist och dyrhet 1757 samt Tankar om handtverkerierna i Sverige 1794.
Sin egentliga namnkunnighet vann han likväl såsom utgivare av den antiministeriella veckoskriften  Sanning och Nöje, som utgavs 1779–1780 och vilken anses närmast ha vållat tryckfrihetens inskränkning 1780. De ekonomiska grundsatser han förfäktade tillämpade han i första hand på sin enskilda hushållning, varför han efterlämnade en ansenlig förmögenhet. 
Av sina egendomar skänkte han det betydliga Brogård  i Uppland åt sin dotterdotter Katarina Ulrika Montgomery, gift med landshövdingen greve Eric Samuel Sparre, och gjorde Segersjö i Närke till fideikommiss för sin dotterson överste Josias Montgomery och dennes manliga avkomlingar, med förbindelse för innehavaren och dennes äldste son att bära namnet Cederhielm, jämte sitt eget släktnamn. Under Gustav III:s regering erhöll Cederhielm titeln kommerseråd.